# Красносельское (Черниговская область)
Красносе́льское (укр. Красносільське ) — село, расположенное на территории Борзнянского района Черниговской области (Украина), в 1 км южнее реки Смолянка.

## История
Указом ПВС УССР от 21 сентября 1949 г. село Евлашовка переименовано в Красносельское.